# Nuoto ai XV Giochi asiatici
Il nuoto ai Giochi asiatici 2006 si è svolto dal 2 al 9 dicembre a Doha e ha visto lo svolgimento di 38 gare, 19 maschili e 19 femminili.

## Nazioni partecipanti
Hanno preso parte alla competizione 313 atleti provenienti da 34 nazioni.
- Brunei (1)
- Bangladesh (4)
- Cambogia (2)
- Cina (38)
- Taipei cinese (14)
- Hong Kong (21)
- India (5)
- Iran (8)
- Iraq (3)
- Giappone (36)
- Kazakistan (10)
- Kuwait (8)
- Kirghizistan (8)
- Laos (1)
- Libano (4)
- Macao (17)
- Malaysia (5)

- Maldive (2)
- Mongolia (9)
- Oman (2)
- Pakistan (2)
- Palestina (5)
- Filippine (10)
- Qatar (7)
- Arabia Saudita (3)
- Singapore (15)
- Corea del Sud (26)
- Sri Lanka (6)
- Siria (5)
- Thailandia (13)
- Turkmenistan (1)
- Emirati Arabi Uniti (2)
- Uzbekistan (17)
- Vietnam (3)

## Podi

### Uomini
| Evento               | Oro | Perform. | Argento                                                                           | Perform. | Bronzo                                                                                          | Perform. |
| Stile libero         | |          |                                                                                   |          |                                                                                                 |          |
| 50 m                 | Rafd Zyad Al-Masri | 22”41    | Makoto Ito                                                                        | 22”77    | Cai Li                                                                                          | 22”95    |
| 100 m                | Chen Zuo | 49”06    | Park Tae-hwan                                                                     | 50”02    | Daisuke Hosokawa                                                                                | 50”25    |
| 200 m                | Park Tae-hwan | 1'47”12  | Zhang Lin                                                                         | 1'47”85  | Daisuke Hosokawa                                                                                | 1'49”62  |
| 400 m                | Park Tae-hwan | 3'48”44  | Zhang Lin                                                                         | 3'49”03  | Takeshi Matsuda                                                                                 | 3'49”38  |
| 1500 m               | Park Tae-hwan | 14'55”03 | Zhang Lin                                                                         | 15'03”13 | Takeshi Matsuda                                                                                 | 15'17”18 |
| Dorso                | |          |                                                                                   |          |                                                                                                 |          |
| 50 m                 | Junya Koga | 25”40    | Ouyang Kunpeng                                                                    | 25”47    | Sung Min                                                                                        | 25”57    |
| 100 m                | Junichi Miyashita | 54”67    | Ouyang Kunpeng                                                                    | 54”92    | Masafumi Yamaguchi                                                                              | 55”78    |
| 200 m                | Ryōsuke Irie | 1'58”85  | Ouyang Kunpeng                                                                    | 1'59”15  | Takashi Nakano                                                                                  | 1'59”34  |
| Rana                 | |          |                                                                                   |          |                                                                                                 |          |
| 50 m                 | Vladislav Polyakov | 28”29    | Kōsuke Kitajima                                                                   | 28”38    | Wang Haibo                                                                                      | 28”41    |
| 100 m                | Kōsuke Kitajima | 1'01”13  | Makoto Yamashita                                                                  | 1'01”50  | Vladislav Polyakov                                                                              | 1'01”63  |
| 200 m                | Kōsuke Kitajima | 2'12”05  | Daisuke Kimura                                                                    | 2'13”17  | Vladislav Polyakov                                                                              | 2'13”60  |
| Farfalla             | |          |                                                                                   |          |                                                                                                 |          |
| 50 m                 | Zhou Jiawei | 23”94    | Ryo Takayasu                                                                      | 24”11    | Wang Dong                                                                                       | 24”23    |
| 100 m                | Takashi Yamamoto | 52”54    | Ryo Takayasu                                                                      | 52”84    | Wang Dong                                                                                       | 53”03    |
| 200 m                | Wu Peng | 1'54”91  | Takeshi Matsuda                                                                   | 1'55”41  | Ryuichi Shibata                                                                                 | 1'56”44  |
| Misti                | |          |                                                                                   |          |                                                                                                 |          |
| 200 m                | Hidemasa Sano | 2'00”73  | Ken Takakuwa                                                                      | 2'01”03  | Han Kyu-Chul                                                                                    | 2'02”56  |
| 400 m                | Hidemasa Sano | 4'16”18  | Shinya Taneguchi                                                                  | 4'17”91  | Han Kyu-Chul                                                                                    | 4'21”78  |
| Staffette            | |          |                                                                                   |          |                                                                                                 |          |
| 4x100 m stile libero | Giappone Daisuke Hosokawa Makoto Ito Takamitsu Kojima Hiroaki Yamamoto Yuji Sakurai*                                           | 3'18”95  | Cina Cai Li Chen Zuo Huang Shoahua Qu Jingyu                                      | 3'19”26  | Corea del Sud Lim Nam-Gyun Han Kyu-Chul Sung Min Park Tae-hwan Chung Yong*                      | 3'22”16  |
| 4x200 m stile libero | Giappone Takeshi Matsuda Yuji Sakurai Takamitsu Kojima Daisuke Hosokawa Hiroaki Yamamoto* Kenichi Doki*                        | 7'14”86  | Cina Yu Chenglong Zhang Enjian Chen Zuo Zhang Lin Wu Peng*                        | 7'15”13  | Corea del Sud Lim Nam-Gyun Han Kyu-Chul Kang Yong-Hwan Park Tae-hwan Chung Yong*                | 7'23”61  |
| 4x100 m misti        | Giappone Daisuke Hosokawa Kōsuke Kitajima Junichi Miyashita Takashi Yamamoto Makoto Yamashita* Ryo Takayasu* Takamitsu Kojima* | 3'36”52  | Cina Chen Zuo Lai Zhongjian Ouyang Kunpeng Wang Dong Zhang Bodong* Huang Shaohua* | 3'40”27  | Corea del Sud Jeong Doo-Hee Park Tae-hwan Sung Min You Seung-Hun Lee Seung-hyeon* Lim Nam-gyun* | 3'41”33  |

### Donne
| Evento               | Oro                                                                        | Perform. | Argento                                                         | Perform. | Bronzo                                                                                                | Perform. |
| Stile libero         |                                                                            |          |                                                                 |          | |          |
| 50 m                 | Xu Yanwei                                                                  | 25”23    | Pang Jiaying                                                    | 25”84    | Kaori Yamada                                                                                          | 26”01    |
| 100 m                | Xu Yanwei                                                                  | 55”02    | Pang Jiaying                                                    | 55”17    | Kaori Yamada                                                                                          | 56”29    |
| 200 m                | Pang Jiaying                                                               | 1'59”26  | Yang Yu                                                         | 2'00”73  | Maki Mita                                                                                             | 2'00”78  |
| 400 m                | Yang Jieqiao                                                               | 4'12”75  | Zhu Wenrui                                                      | 4'14”75  | Lee Ji-Eun                                                                                            | 4'14”95  |
| 800 m                | Yurie Yano                                                                 | 8'29”51  | Yang Jieqiao                                                    | 8'38”35  | Maiko Fujino                                                                                          | 8'42”31  |
| Dorso                |                                                                            |          |                                                                 |          | |          |
| 50 m                 | Zhao Jing                                                                  | 28”69    | Gao Chang                                                       | 28”88    | Reiko Nakamura                                                                                        | 28”89    |
| 100 m                | Reiko Nakamura                                                             | 1'00”82  | Xu Tianlongzi                                                   | 1'01”22  | Zhao Jing                                                                                             | 1'01”72  |
| 200 m                | Reiko Nakamura                                                             | 2'10”33  | Zhao Jing                                                       | 2'11”54  | Takami Igarashi                                                                                       | 2'12”55  |
| Rana                 |                                                                            |          |                                                                 |          | |          |
| 50 m                 | Ji Liping                                                                  | 31”52    | Asami Kitagawa                                                  | 32”27    | Wang Qun                                                                                              | 32”53    |
| 100 m                | Asami Kitagawa                                                             | 1'09”13  | Ji Liping                                                       | 1'09”47  | Back Su-Yeon                                                                                          | 1'10”22  |
| 200 m                | Qi Hui                                                                     | 2'23”93  | Luo Nan                                                         | 2'27”49  | Jung Seul-Ki                                                                                          | 2'27”82  |
| Farfalla             |                                                                            |          |                                                                 |          | |          |
| 50 m                 | Tao Li                                                                     | 26”73    | Xu Yanwei                                                       | 26”95    | Yuka Katō                                                                                             | 26”98    |
| 100 m                | Zhou Yafei                                                                 | 58”39    | Xu Yanwei                                                       | 58”73    | Tao Li                                                                                                | 58”96    |
| 200 m                | Yurie Yano                                                                 | 2'09”08  | Choi Hye-Ra                                                     | 2'09”64  | Yūko Nakanishi                                                                                        | 2'09”75  |
| Misti                |                                                                            |          |                                                                 |          | |          |
| 200 m                | Qi Hui                                                                     | 2'11”92  | Asami Kitagawa                                                  | 2'14”51  | Maiko Fujino                                                                                          | 2'15”21  |
| 400 m                | Qi Hui                                                                     | 4'38”31  | Yu Rui                                                          | 4'39”51  | Maiko Fujino                                                                                          | 4'42”70  |
| Staffette            |                                                                            |          |                                                                 |          | |          |
| 4x100 m stile libero | Cina Xu Yanwei Yang Yu Wang Dan Pang Jiaying Tang Yi* Li Mo* Tang Jingzhi* | 3'42”11  | Giappone Norie Urabe Maki Mita Kaori Yamada Haruka Ueda         | 3'45”86  | Hong Kong Hannah Jane Arnett Wilson Tsai Hiu Wai Lee Leong Kwai Sze Hang Yu Ng Ka Man* Fung Wing Yan* | 3'48”82  |
| 4x200 m stile libero | Cina Pang Jiaying Tang Jingzhi Tang Yi Yang Yu Yang Jieqiao*               | 8'01”89  | Giappone Maki Mita Haruka Ueda Norie Urabe Yurie Yano           | 8'06”76  | Corea del Sud Jung Yoo-Jin Lee Ji-Eun Lee Keo-Ra Park Na-Ri                                           | 8'14”68  |
| 4x100 m misti        | Cina Luo Nan Pang Jiaying Zhao Jing Zhou Yafei                             | 4'04”22  | Giappone Asami Kitagawa Maki Mita Reiko Nakamura Yūko Nakanishi | 4'05”14  | Corea del Sud Jung Seul-Ki Lee Nam-Eun Ryu Yoon-Ji Shin Hae-In                                        | 4'09”22  |

## Medagliere
| #      | Nazione       | Oro | Argento | Bronzo | Totale |
| ------ | ------------- | --- | ------- | ------ | ------ |
| 1      | Cina          | 16  | 22      | 6      | 44     |
| 2      | Giappone      | 16  | 14      | 17     | 47     |
| 3      | Corea del Sud | 3   | 2       | 11     | 16     |
| 4      | Kazakistan    | 1   | 0       | 2      | 3      |
| 5      | Singapore     | 1   | 0       | 1      | 2      |
| 6      | Siria         | 1   | 0       | 0      | 1      |
| 7      | Hong Kong     | 0   | 0       | 1      | 1      |
| Totale | Totale        | 38  | 38      | 38     | 114    |